# Venalidade
Venalidade é uma característica do comportamento humano associado à suscetibilidade de se ser subornável ou de vender seus serviços ou de poder, especialmente quando em vez disso se deve agir com justiça. A venalidade é mais considerada como um vício e não uma virtude.
Na sua forma mais reconhecível, a de desonestidade, a venalidade leva as pessoas a mentir e a roubar em seu benefício pessoal, e está relacionada com a corrupção e nepotismo, entre outros vícios.
A venalidade, na sua forma mais suave, é um vício notável especialmente entre aqueles com carreiras administrativas, governativas ou militares. Nestes campos é suposto agir com justiça e honra, e não aceitar subornos. Isso garante que a organização não é suscetível a auto-interessados. 
Venalidade é um termo frequentemente usado com referência à França pré-revolucionária, onde se descreve a prática generalizada da venda de cargos administrativos dentro do governo pelo maior lance, como se de um leilão se tratasse.
Em contraste, ninguém ficaria surpreso de encontrar um comerciante ou pessoa contratada para a tomada de decisões profissionais por razões venais. Na verdade, Adam Smith e outros economistas de uma linha mais libertária poderiam argumentar que a venalidade é uma virtude, porque ajuda a criar a "mão invisível" que controla as forças de mercado. No entanto, pode ser por isso que muitas sociedades militaristas frequentemente desprezam os comerciantes.